# Cukiernia

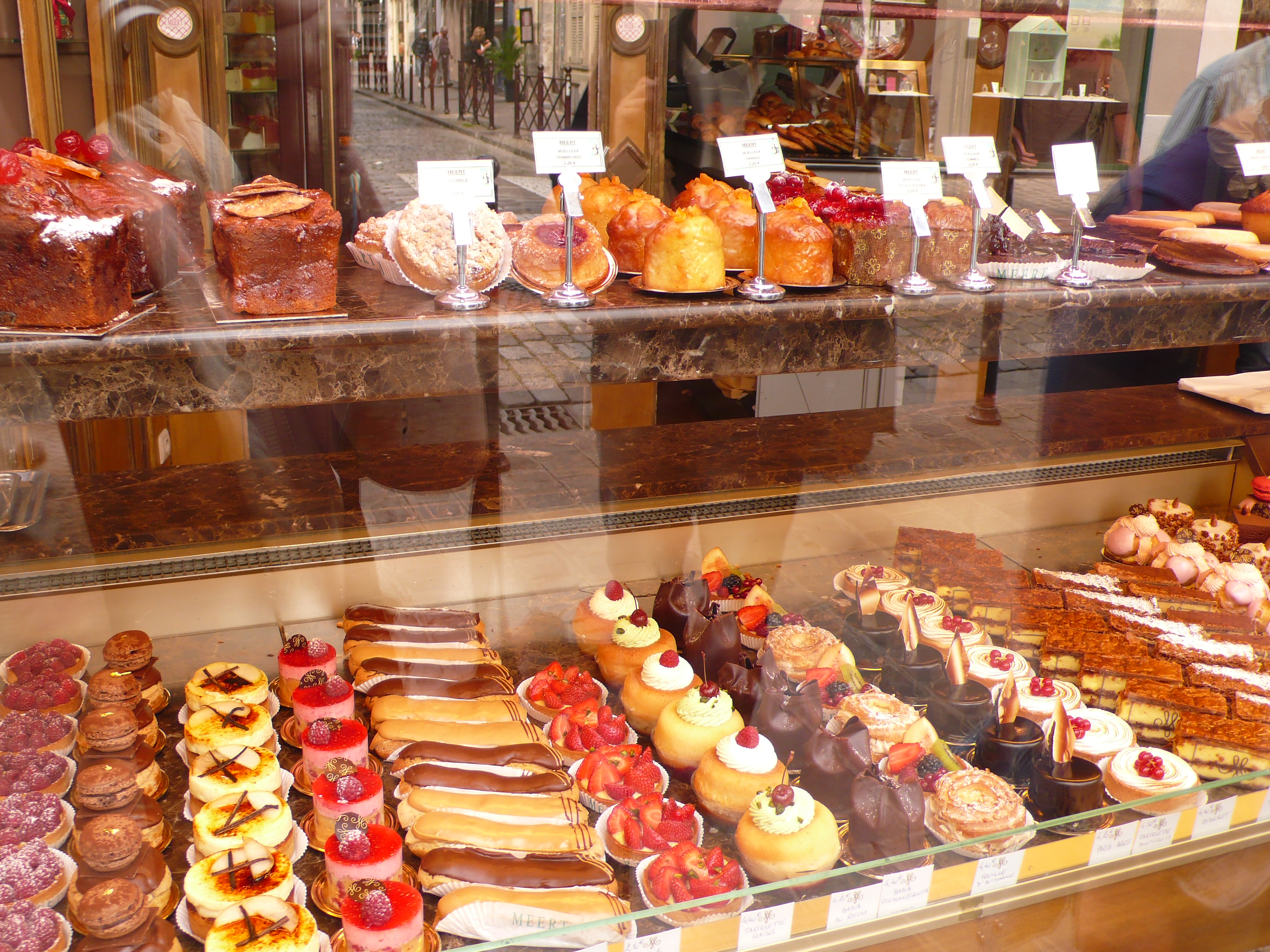
W cukierni

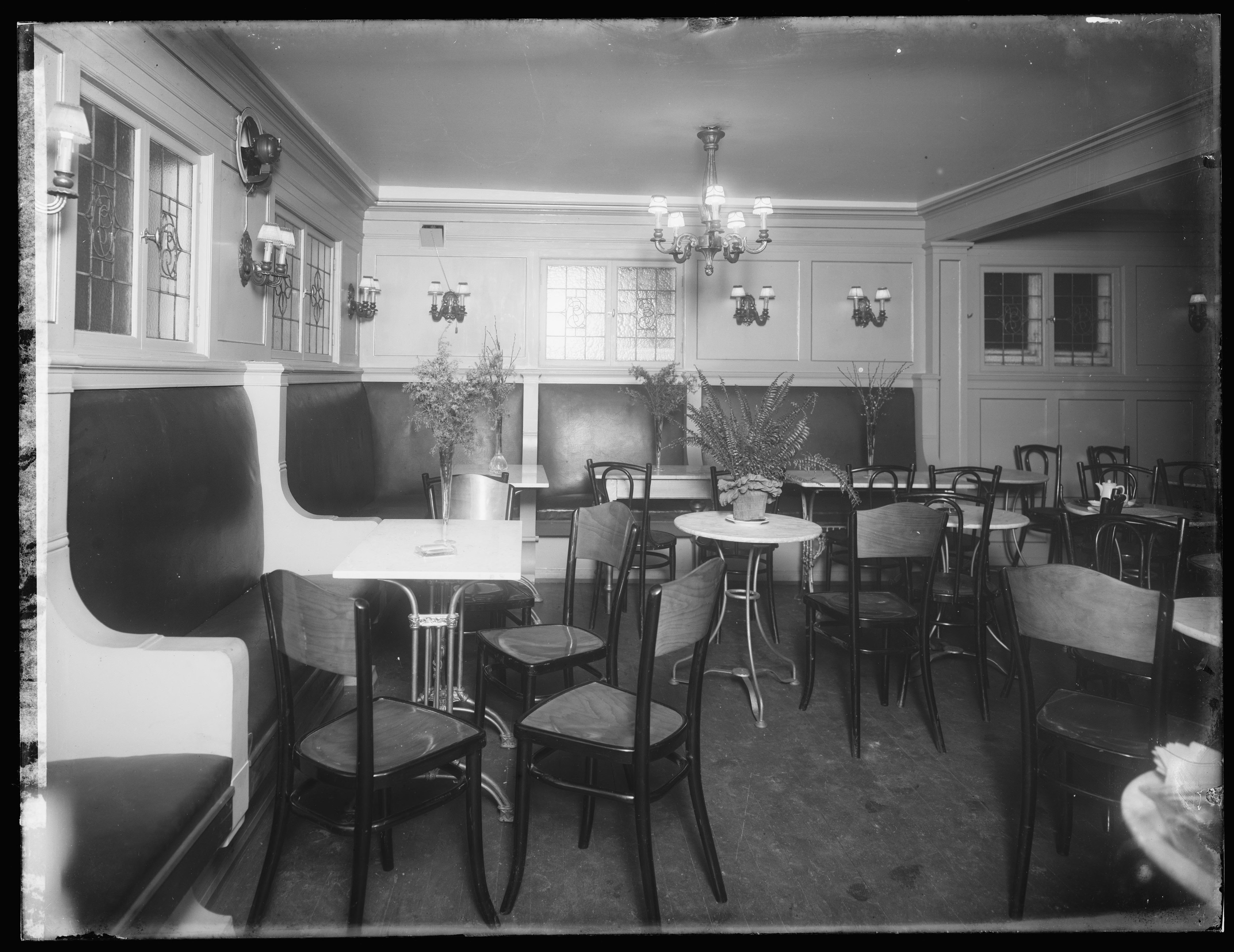
Cukiernia w Oslo, w dzielnicy Frogner, między rokiem 1899 a 1930

Cukiernia – zakład gastronomiczny z obsługą kelnerską lub sklep oferujący w szerokim asortymencie wyroby ciastkarskie i desery, a także koktajle owocowe, napoje gorące i potrawy śniadaniowe. 
Cukiernia może być połączona z piekarnią lub lodziarnią.